# Jati-Matic
Jati-Matic là loại súng tiểu liên do Jali Timari thiết kế vào cuối những năm 1970 đến đầu những năm 1980. Súng được giới thiêu lần đầu vào năm 1983. Súng được thiết kế chủ yếu dành cho lực lượng gìn giữ trật tự, cảnh sát cùng các nhóm lái phương tiện cơ giới. Dù vậy súng chưa bao giờ được thông qua để đưa vào phục vụ trong lực lượng quân đội Phần Lan vì khi thử nghiệm lực lượng quân đội thấy nó không phù hợp. Tampereen Asepaja Oy tại Tampere đã sản xuất một số lượng nhỏ loại súng này từ năm 1983 đến năm 1987, sau đó đến năm 1995 thì công ty Oy Golden Gun đã tái khởi động việc sản xuất loại súng này với tên GG-95 PDW.

## Thiết kế
Jati-Matic sử dụng cơ chế nạp đạn blowback, bắn với khóa nòng mở và bọc nòng. Thoi nạp đạn, các bộ phận chuyển động được thiết kế nằm nghiêng so với nòng việc này được thực hiện để khi di chuyển lên trên thoi nạp đạn sẽ bị chính trọng lượng của nó kéo xuống nên sẽ nhanh chóng mất đi nhiều động năng cũng như tận dụng phần động năng còn lại của thoi nạp đạn khi nó dừng lại đột ngột khi kết thúc chu kỳ lùi về phía sau để giảm độ giật khi bắn. Khi bắn lực giật sẽ đẩy nòng súng hướng lên phía trên và phần cuối của súng sẽ bị đẩy xuống phía dưới, thoi nạp đạn sẽ di chuyển ra sau truyền động năng vào cho phần cuối của súng để đẩy nó hướng lên trên và đẩy nòng súng xuống. Các lực ngược chiều nhau này làm giảm lực giật tổng thể mà viên đạn tạo ra khi bắn để dễ điều khiển hơn. Vì thế hệ thống cò được thiết kế ở vị trí cao hơn các loại súng tiểu liên khác.
Các bộ phận của súng được làm bằng hai vật liệu chính là nhựa tổng hợp và thép không gỉ trong khi thân súng được làm bằng thép dập. Có tổng cộng 39 chi tiết cấu thành khẩu súng.
Súng có một tay cầm chữ I tích hợp có thể gấp vào và kéo ra để tiết kiệm không gian, tay cầm này cũng là nút kéo lên đạn. Jati-Matic không có nút chọn chế độ bắn thay vào đó việc bóp cò sẽ quyết định chế độ bắn, với việc bóp nhẹ súng sẽ bắn từng viên còn khi bóp mạnh và giữ chặt súng sẽ bắn với chế độ tự động. Súng không có nút khóa an toàn, cơ chế khóa an toàn của súng là chỉ việc gấp tay cầm chữ I vào trong súng nó sẽ không cho súng khai hỏa.